# José María Samper

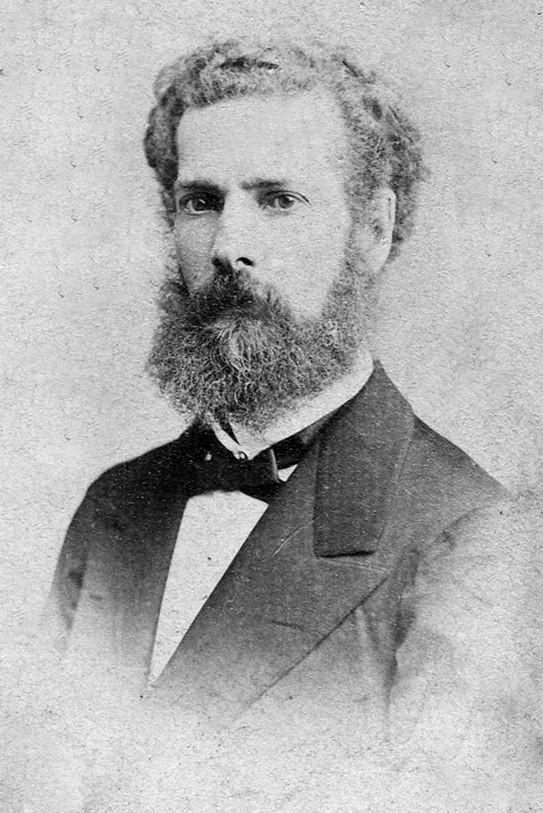
José María Samper.

José María Samper, född den 31 mars 1828 i Honda, död den 22 juli 1888 i Anapoima, var en colombiansk författare och diplomat.
Samper var en tid minister i Chile, för övrigt tidningsredaktör och medarbetare i tidskrifter. Han var produktiv som lyriker, romanförfattare och historisk skriftställare. Hans främsta arbeten är Romances americanos, Ecos de los Andes, El poeta soldado, El hijo de pueblo, Martín Flores, Un drama íntimo, Historia de un alma, Florencio Conde, Los claveles de Julio, Un vampiro, Colección de piezas dramaticas, Hombres ilustres, El libertador Simón Bolívar och Ensayo sobre las revoluciones políticas y condición social de las Republicas de Colombia.